# Liste der Biografien/Galo
Liste der Biografien |
Portal Biografien |
Personensuche
# |
A |
B |
C |
D |
E |
F |
G |
H |
I |
J |
K |
L |
M |
N |
O |
P |
Q |
R |
S |
T |
U |
V |
W |
X |
Y |
Z |
?
 
Ga |
Gb |
Gc |
Gd |
Ge |
Gf |
Gh |
Gi |
Gj |
Gk |
Gl |
Gm |
Gn |
Go |
Gp |
Gq |
Gr |
Gs |
Gu |
Gv |
Gw |
Gy |
Gz
 
Gaa |
Gab |
Gac |
Gad |
Gae |
Gaf |
Gag |
Gah |
Gai |
Gaj |
Gak |
Gal |
Gam |
Gan |
Gao |
Gap |
Gaq |
Gar |
Gas |
Gat |
Gau |
Gav |
Gaw |
Gax |
Gay |
Gaz
 
Gala |
Galb |
Galc |
Gald |
Gale |
Galf |
Galg |
Galh |
Gali |
Galj |
Galk |
Gall |
Galm |
Galo |
Galp |
Galr |
Gals |
Galt |
Galu |
Galv |
Galw |
Galy |
Galz
Die Liste der Biografien führt alle Personen auf, die in der deutschsprachigen Wikipedia einen Artikel haben. Dieses ist eine Teilliste mit 24 Einträgen von Personen, deren Namen mit den Buchstaben „Galo“ beginnt.

## Galo
- Galo, Diego (* 1994), uruguayischer Fußballspieler
- Galo, Erwin (* 1965), österreichischer Fußballspieler
- Galo, Orlando (* 2000), costa-ricanischer Fußballspieler

### Galoc
- Galochkina, Lydia (* 1956), sowjetisch-deutsche Künstlerin, Autorin und Lehrerin
- Galocz, Klemens (1904–1942), polnischer römisch-katholischer Geistlicher und Märtyrer

### Galoi
- Galois, Évariste (1811–1832), französischer MathematikerÉvariste Galois (1811–1832)

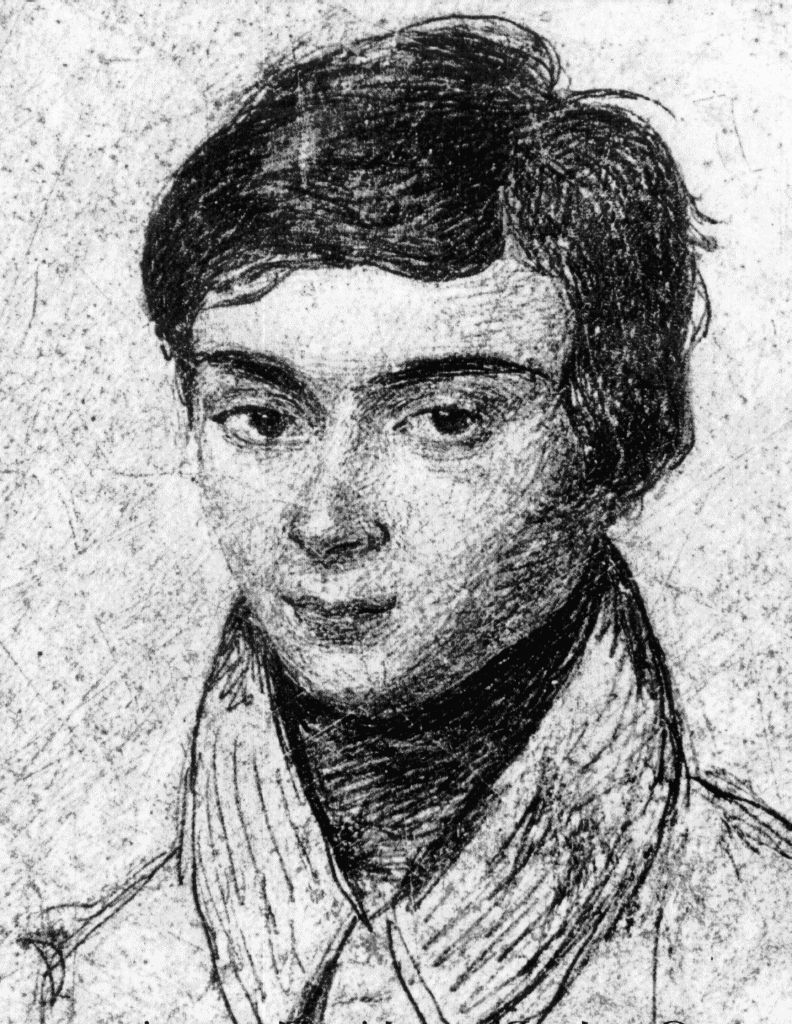
Évariste Galois (1811–1832)

- Galoisy, André (1902–1983), französischer Autorennfahrer

### Galon
- Galon, Jérôme (* 1967), französischer Immunologe und Krebsforscher
- Galonska, Tomma (* 1960), deutsche Schauspielerin, Regisseurin, Performancekünstlerin und Dozentin für rhetorische Praxis

### Galop
- Galopin, Alexandre (1879–1944), belgischer Industrieller und Bankier

### Galor
- Galor, Katharina (* 1966), deutsch-israelische Archäologin
- Galor, Oded (* 1953), israelischer Wirtschaftswissenschaftler

### Galos
- Galos, Adam (1924–2013), polnischer Historiker
- Gálos, Roland (* 1995), ungarischer Boxer

### Galot
- Galot, Jean (1919–2008), katholischer Theologe und Jesuit
- Galotschkin, Walentin Andrejewitsch (1928–2006), sowjetischer (ukrainisch-russischer) Bildhauer

### Galou
- Galou, Delphine (* 1977), französische Opernsängerin (Alt)
- Galou, Jacky (* 1942), französischer Sänger
- Galouye, Daniel F. (1920–1976), US-amerikanischer Journalist und Science-Fiction-Schriftsteller
- Galouza, Anatoli (* 1957), belarussisch-niederländischer Handballspieler
- Galouza, Waleria (* 1985), niederländische Handballspielerin

### Galov
- Galović, Viktor (* 1990), kroatischer Tennisspieler

### Galow
- Galow, Wolfgang (* 1956), deutscher Fernschachspieler und Fotograf

### Galoy
- Galoyan, Sergio (* 1981), russischer Musikproduzent, Songschreiber und DJ